# タンココ山
タンココ山（タンココざん、インドネシア語: Gunung Tangkoko）とは、インドネシア北部、北スラウェシ州にある成層火山である。
山頂には、細長い深いクレーターがある。これは1801年の噴火により形成されたもので、北西から南東方向へ幅1km、長さ2kmに及ぶものである。この噴火によりバトゥ・アングス（Batu Angus）と呼ばれる溶岩ドームが東側に形成され、その後19世紀に発生した3回の火山活動はバトゥ・アングス周辺で観測された。
タンココ山は、南西3kmに位置するドゥア・ソウダラ山と共にタンココ・バトゥアングス自然保護区に含まれている。